# Outback
Outback je označení pro nehostinné vnitrozemské pustiny v Austrálii. Ačkoliv outback tvoří asi 70 % rozlohy Austrálie, žijí zde jen 3 % australské populace, značná část obyvatel outbacku jsou původní obyvatelé Austrálie: Austrálci/Aboridžinci. Je to jedna z největších oblastí přírody bez zásahu člověka na světě.

## Podnebí

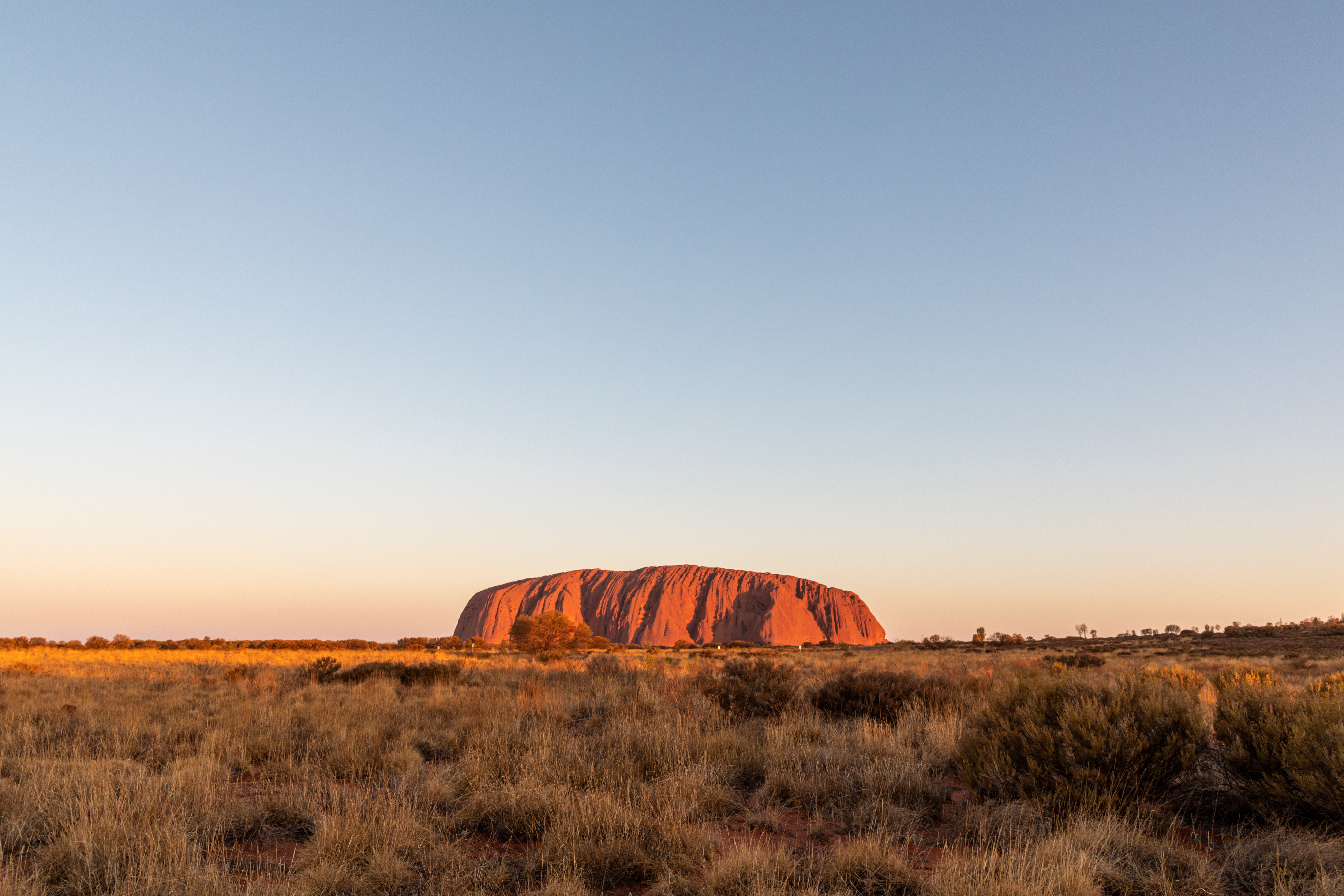
Pohled na Uluru (Ayers Rock)

Vzhledem k velké rozloze outbacku se podnebí v každé části liší. V severní části je podnebí tropické a monzunové, ve střední části je podnebí velmi suché a v jižní je mírnější semiaridní podnebí.
Teplota v outbacku běžně dosahuje až 50 °C.

## Fauna a flóra

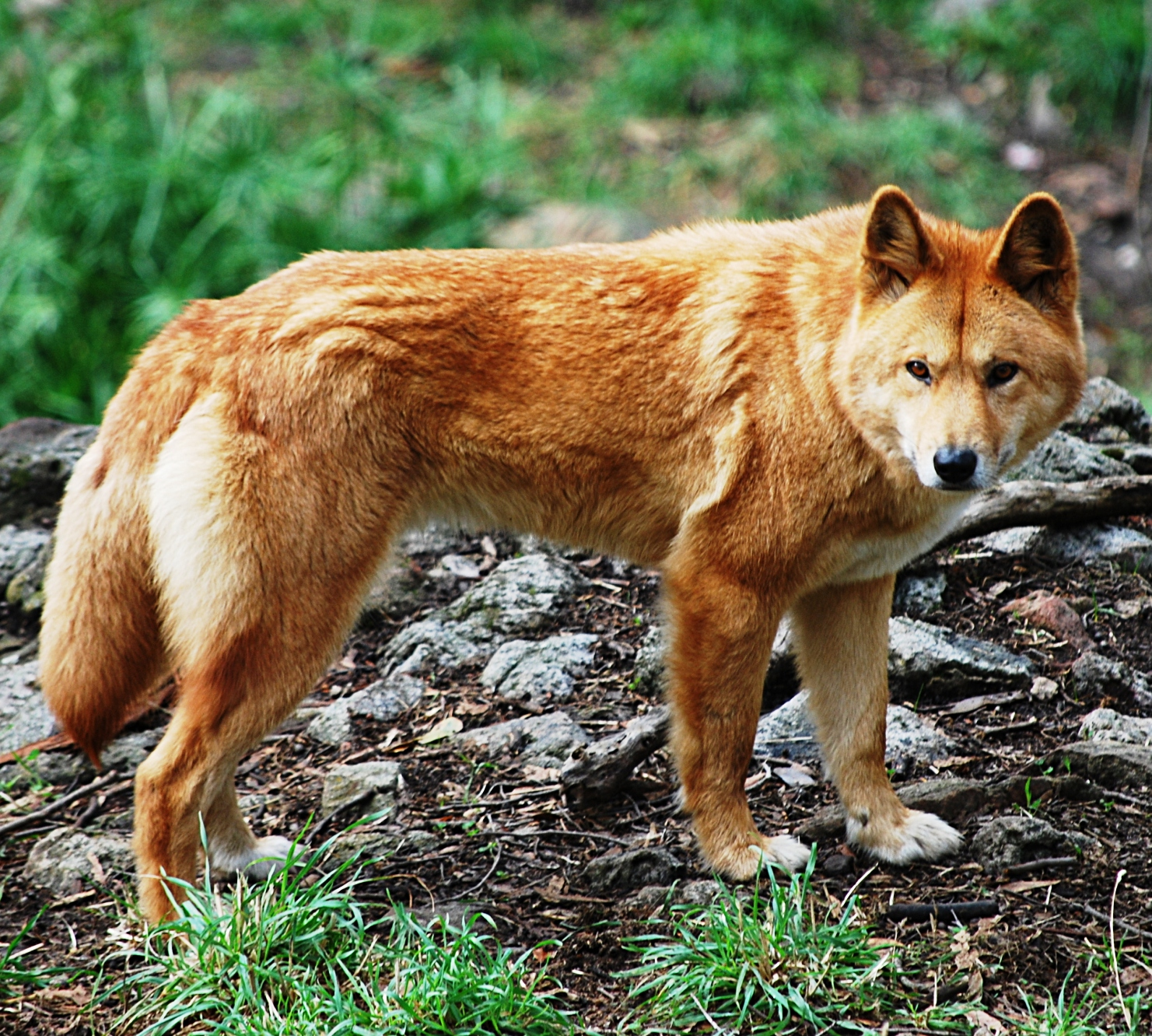
Pes dingo

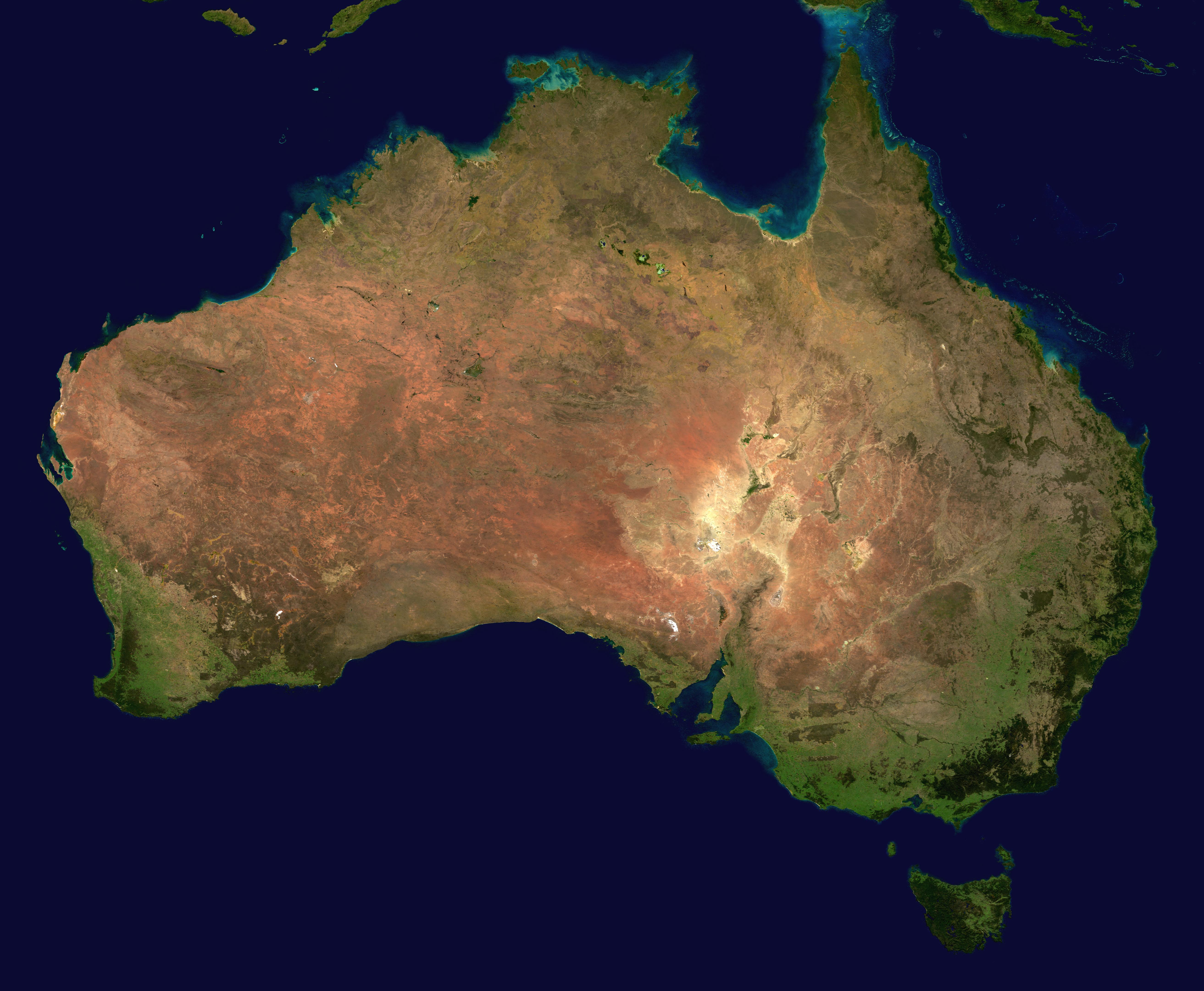
Satelitní snímek Austrálie

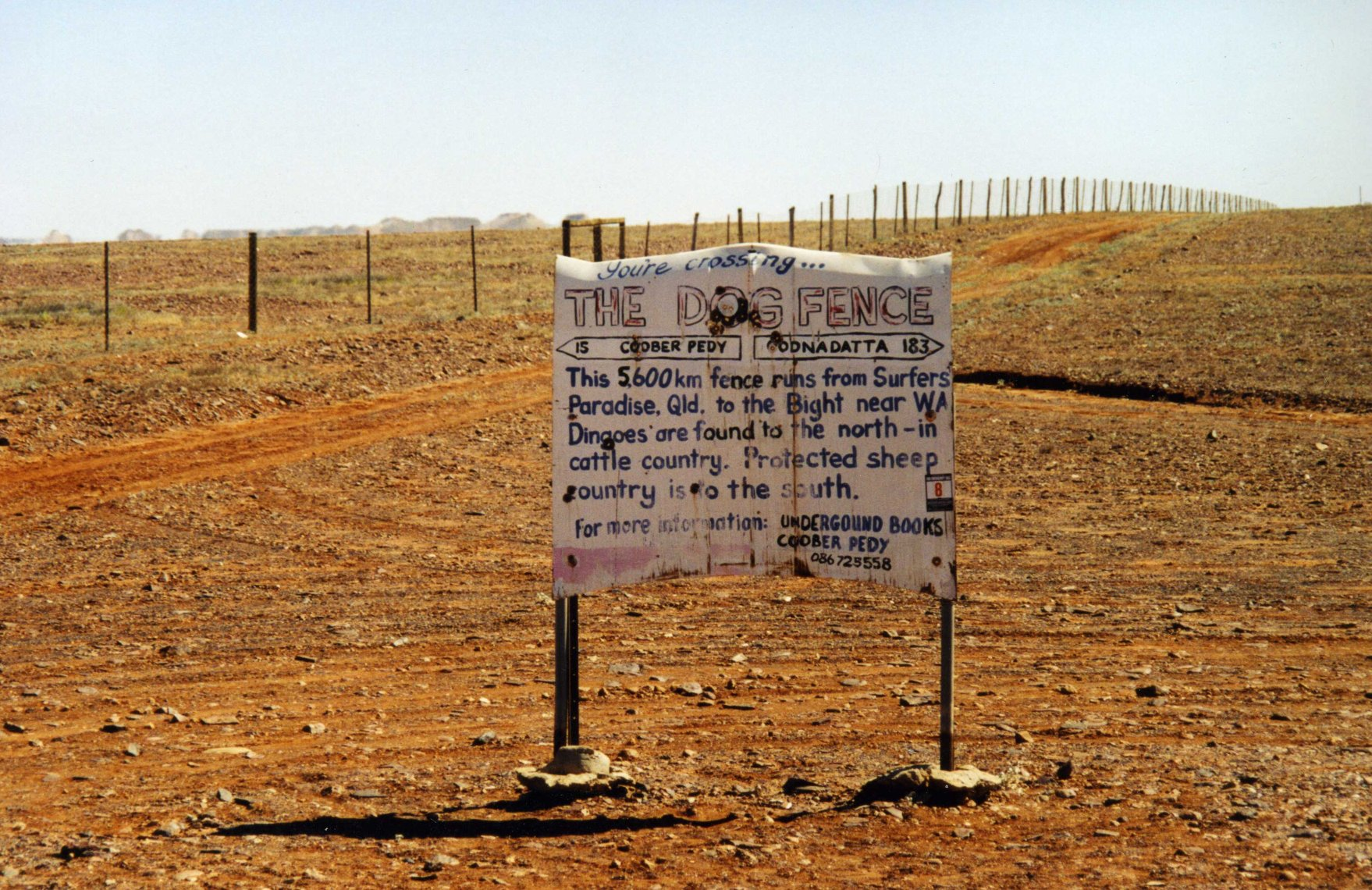
Dingo Fence u Coober Pedy

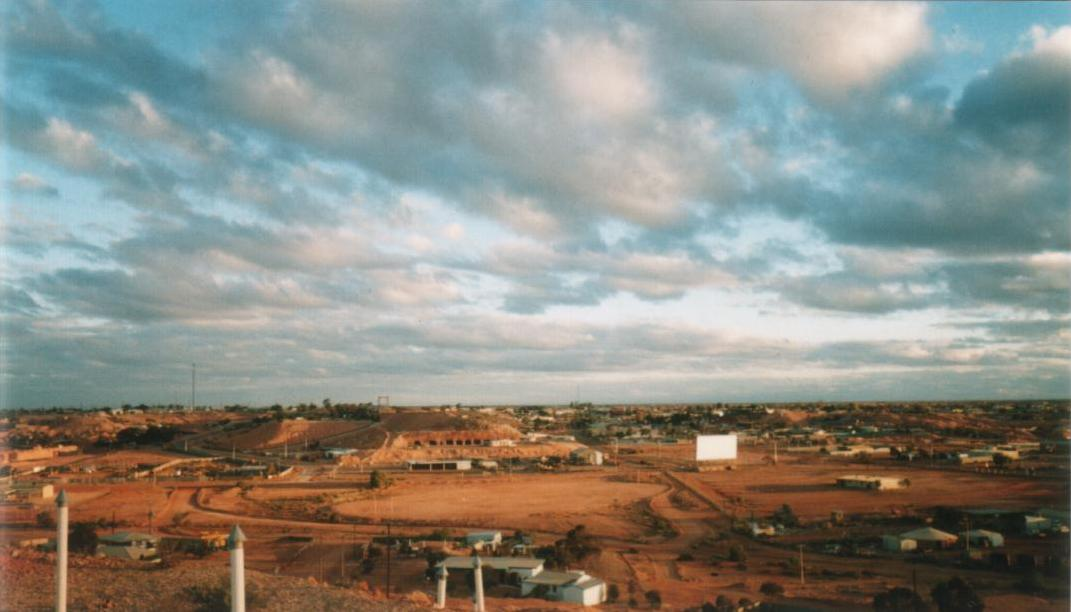
Pohled na Coober Pedy

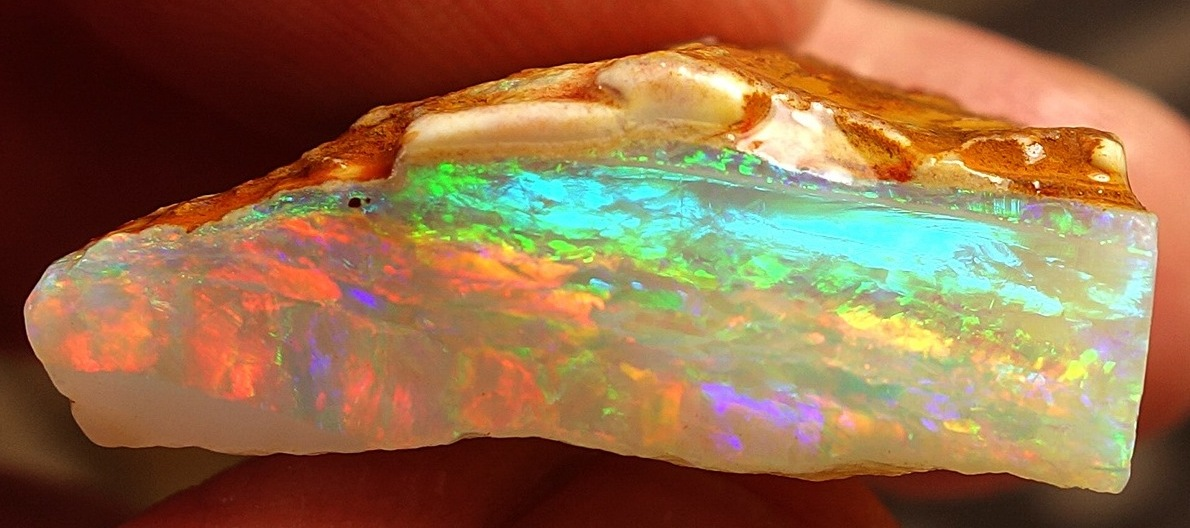
Opál z Coober Pedy

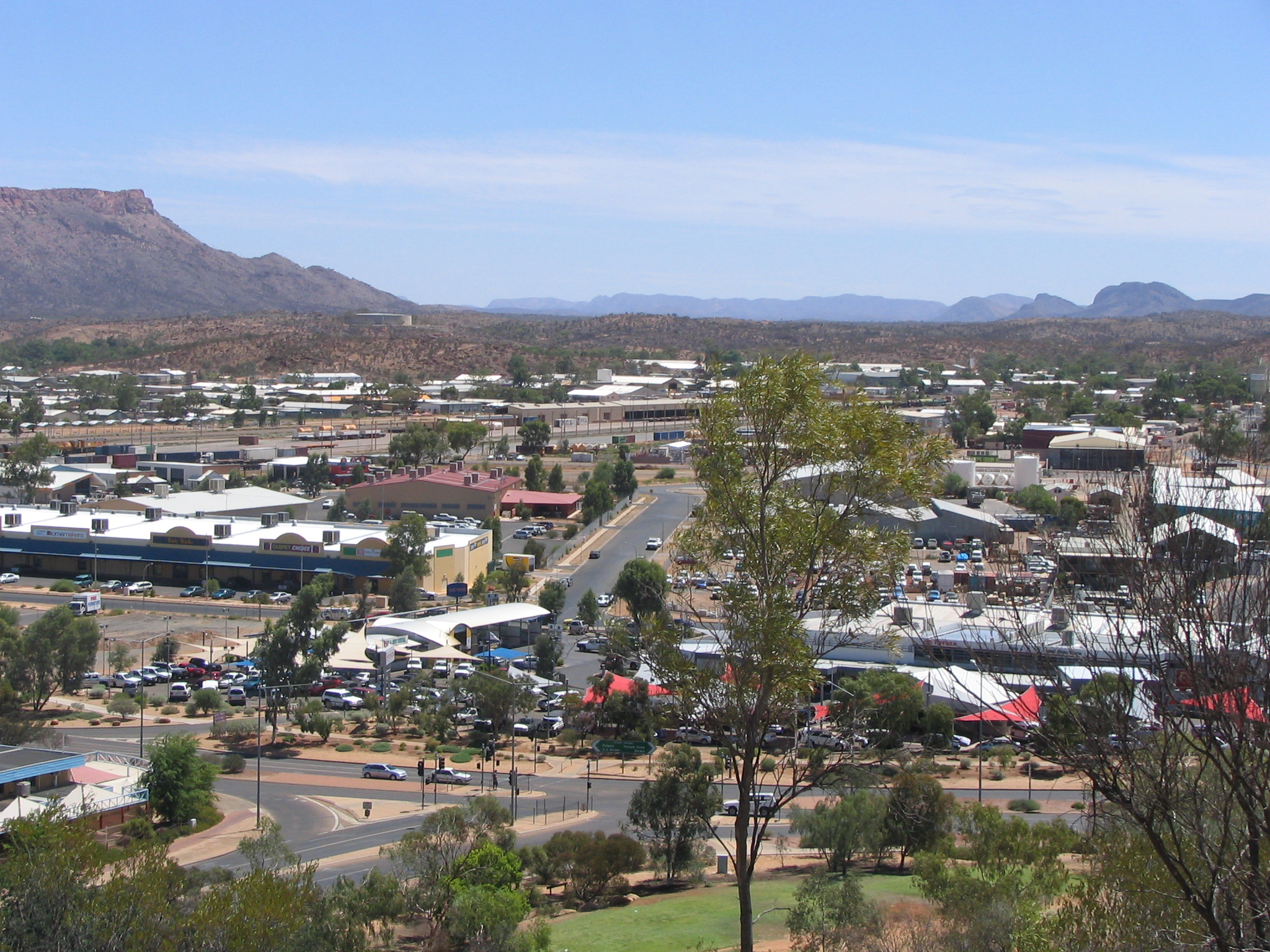
Pohled na Alice Springs

V outbacku žijí mnohé živočišné druhy typické pro Austrálii, mezi nejznámější patří klokan rudý nebo pes dingo. Žijí zde také různé druhy ptáků, jako andulka vlnkovaná, kakadu nebo korela. Do outbacku byli zavlečeni též velbloudi a koně (tzv. brumbies).
V outbacku kvůli jeho nehostinnosti neroste příliš rostlin, ale i přesto se zde lze setkat s různými trávami (například spinifex), v menší míře i s kapradidami, klokankami a palmami. Významná je také endemická svensona sličná s výraznými červenými květy. Typickou vegetací je tzv. mulga – roztroušení křoviny a řídké lesíky, tvořené převážně akácií Acacia aneura.
Uprostřed outbacku se nachází významná archeologická lokalita Riversleigh, kde byly nalezany pozůstatky mnohých pravěkých živočichů z období oligocénu a miocénu.

## Historie
Aboridžinci obývali outback už před více než 50 000 lety. První Evropané se sem dostali až v rámci expedicí v první polovině 19. století. V 60. letech 19. století se sem dostali tzv. Afghánští velbloudáři (anglicky Afghan cameleers), jednalo se o pasáky velbloudů především z oblasti Středního východu a Indie. Ti vybudovali základní infrastrukturu v odlehlých oblastech outbacku. John McDouall Stuart vedl v tomto období 6 expedicí skrz outback a navrhl trasu, po které byla v 70. letech vybudovaná telegrafní linka. V 80. letech byl postaven přes 5 000 kilometrů dlouhý plot skrz outback, nazvaný Dingo Fence. Účel tohoto plotu je chránit zemědělské oblasti na jihu Austrálie před útoky divokých psů dingo, kteří v outbacku žijí. Původně byl ale postaven na ochranu zbytku Austrálie před šířením zavlečených králíků.

## Obyvatelstvo
Outback tvoří asi 70 % rozlohy Austrálie, ale je velmi řídce osídlený (žijí zde jen 3 % australské populace). Značnou část tvoří původní Aboridžinci, mezi nejvýznamnější aboridžinský kmen patří Pitjantjatjarové. V outbacku se používá angličtina a různé domorodé jazyky, z nichž nejvýznamnější je jazyk Západní pouště.
V outbacku se nenachází žádná větší města, je zde ale mnoho malých, od sebe velmi vzdálených osad. Největším městem je Alice Springs (nazývané též hlavní město outbacku), žije zde něco přes 25 000 obyvatel. Dalšími významnými sídly jsou: Coober Pedy, Yulara, Longreach a Tennant Creek, každé z těchto sídel má okolo 2 000 obyvatel.
Celkový počet lidí žijících v outbacku se odhaduje asi na 700 000.

## Pamětihodnosti
Zajímavá místa v outbacku:
- Ayers Rock (Uluru), pískovcový monolit, jedno z nejznámějších míst Austrálie
- Mount Conner, stolová hora
- Coober Pedy, město, jehož značná část se nachází pod zemí[8]
- Curtin Springs, farma a důležitá zastávka na Lasseterově dálnici (Lasseter Highway)

## Hospodářství
Oblast outbacku je velmi nehostinná a nehodí se pro zemědělství, přesto je především v oblasti Velké artéské pánve (kde se nalézají nějaké zásoby vody) provozováno pastevectví, především dobytka, ovcí a koz.
Turistický ruch je také v oblasti outbacku významný, mezi nejvýznamnější cíl turistů patří Uluru.
Velmi významným odvětvím je těžba, těží se zde například opály, zlato, nikl, měď, diamanty a rudy uranu, železa, stříbra nebo manganu.

## Doprava
Většina komunikací v outbacku jsou prašné cesty. Přes outback prochází Stuartova dálnice z Darwinu do Adelaide. Souběžně s dálnicí vede také železnice. U některých osad jsou i malá letiště.
Vzhledem k tomu, že mnohé outbackové osady jsou příliš malé na to, aby měly vlastní školu, a větší města se obvykle nacházejí stovky kilometrů daleko, používá se zde tzv. School of the Air (škola vzduchem), která umožňuje dětem studovat na dálku, za použití rádia, které bylo ale už nahrazeno internetem.